# Abesada - L'abisso dei sensi
Abesada - L'abisso dei sensi (Jitsuroku Abe Sada) è un film del 1975 diretto da Noboru Tanaka.
Il film, di genere erotico, è stato pubblicato in Giappone l'8 febbraio 1975.

## Trama
Tokyo, 1936. Un bottegaio e una geisha si isolano dal mondo per vivere sino in fondo una passione morbosa e autodistruttiva. Il Giappone si sta intanto avviando al suicidio della seconda guerra mondiale.

## Produzione
Abe Sada, la vera assassina cui il film si è ispirato, in seguito ad un caso di cronaca che sconvolse il Giappone, morì poco tempo dopo l'uscita del film.
La scena dell'omicidio di questo film non corrisponde con quella del film di Nagisa Ōshima, Ecco l'impero dei sensi, pure esso ispirato a questa storia; in questa pellicola Sada strangola Kishizo nel sonno perché non vuole che lui torni dalla moglie, in quello di Oshima invece, è Kishizo stesso che si offre al sacrificio.
Prima dei titoli di coda del film si sente la voce del narratore che dice che Abe Sada tornò ad essere una donna libera dopo aver scontato 40 anni di carcere per l'omicidio di Ishida Kishizo, ma nella realtà Abe venne condannata a una pena di soli sei anni, che per di più non arrivò a scontare fino in fondo.